# Bryconamericus caucanus
Bryconamericus caucanus es una especie de pez de la familia Characidae en el orden de los Characiformes.

## Morfología
Los machos pueden llegar alcanzar los 8,8 cm de longitud total. Se distingue de otras especies del género por el número de vértebras (37–39).

## Hábitat
Vive en zonas de agua muy oxigenada, los sustratos del lugar en general pueden ser de arena o rocas y gijaros. Es una especie de clima tropical, se le ha visto en quebradas, ríos pertenecientes a sus cuencas.

## Distribución geográfica
Se encuentran en Sudamérica: cuenca de los ríos Ranchería, Sinú, Cauca y Magdalena, en Colombia.